# Борншайн, Франц
Франц Карл Борншайн (нем. Franz Carl Bornschein; 10 февраля 1879, Балтимор — 8 июня 1948, Балтимор) — американский композитор, музыкальный критик и педагог.
Родился в семье альтиста и флейтиста немецкого происхождения Теодора Карла Борншайна. Окончил Консерваторию Пибоди (1902), ученик Йоана Кристиана ван Хюлстейна, Асгера Хамерика и Отиса Бардуэлла Бойза. С 1903 года и до конца жизни преподавал в ней различные дисциплины, в том числе гармонию, композицию, дирижирование и скрипку, руководил студенческим оркестром; с 1919 года профессор.
Борншайну принадлежит около 200 композиций, в том числе многие хоровые и вокальные сочинения — в том числе на слова американских поэтов от Эдгара По до Уолта Уитмена, а в некоторых случаях на собственные тексты (для которых Борншайн пользовался псевдонимом Фрэнк Фэйрфилд, англ. Frank Fairfield). Многие произведения Борншайна носили патриотический характер, другие были связаны с религиозными темами, в том числе опера «Песнь песней» (англ. Song of Songs). Музыка Борншайна для детей нередко использовала фольклорные тексты и была связана с народными мотивами.
В 1910—1913 гг. музыкальный критик газеты Baltimore Sun, с 1915 года и до конца жизни балтиморский корреспондент журнала Musical America.
Жена (с 1907 года), Хейзел Нокс (англ. Hazel Knox), выступала как певица (сопрано) и декламатор, в том числе вместе с мужем, и преподавала в Консерватории Пибоди актёрское мастерство.